# Rund um Berlin 1957
Rund um Berlin 1957 war die 52. Austragung des ältesten deutschen Eintagesrennens Rund um Berlin. Es fand am 6. September über 155,3 Kilometer statt.

## Rennverlauf
Start und Ziel war das Jahn-Stadion in Berlin-Prenzlauer Berg. Mit Fahrern aus Belgien, den Niederlanden, Dänemark und einigen Fahrern des Bundes Deutscher Radfahrer hatte das Rennen eine starke internationale Besetzung gefunden. Da der Termin des Straßenradrennens kurzfristig verschoben worden war, fehlten die Fahrer der DDR-Nationalmannschaft wegen Auslandseinsätzen.
Insbesondere die belgischen Teilnehmer drückten dem Wettbewerb ihren Stempel auf. Bei herbstlichem, aber trockenem Wetter erfolgte der Start. Bereits nach 23 Kilometern bildete sich auf Initiative der Belgier eine Spitzengruppe. Bei Wandlitz hatte sich dann die finale Spitzengruppe mit 15 Fahrern gebildet. Die vorn fahrenden Belgier starteten abwechselnd Attacken, die schließlich dazu führten, dass acht Fahrer in den Endspurt gingen. In der Einfahrt zum Stadion brach Georg Stoltze das Pedal und er konnte nicht in den Sprint eingreifen. Auf der Aschenbahn des Stadions hatte Louis Legros die schnellsten Beine.
|     | Fahrer           | Verein/Land       | Zeit (h)  |
| --- | ---------------- | ----------------- | --------- |
| 01. | Louis Legros     | Belgien           | 4:05:15 h |
| 02. | Maurice Joossens | Belgien           | 4:05:15 h |
| 03. | Rudi Kirchhoff   | SC Einheit Berlin | 4:05:15 h |
| 04  | Franz Farr       | Frankfurt am Main | 4:05:15 h |
| 05  | Fischer          | Hannover          | 4:05:15 h |
| 06  | Georg Stoltze    | SC Einheit Berlin | 4:05:15 h |
| 0 … |                  |                   |           |